# Volker Eid
Volker Eid (* 10. Mai 1940 in Kirchheimbolanden; † 14. Dezember 2022 in Bamberg) war ein deutscher Moraltheologe.

## Leben
Volker Eid verbrachte seine Kindheit und Jugend in Deidesheim. Nach dem Abitur 1960 studierte er Philosophie und Katholische Theologie sowie Kunstgeschichte an der Ludwig-Maximilians-Universität München. 1966 wurde er zum Dr. theol. promoviert. 1968 empfing er durch Julius Kardinal Döpfner in Freising die Priesterweihe. Von 1969 an war er Wissenschaftlicher Assistent am Lehrstuhl für Theologische Ethik an der Katholisch-Theologischen Fakultät der Universität München.
Von 1972 bis 2006 war er Professor für Moraltheologie an der Otto-Friedrich-Universität Bamberg.
Neben der Theologie galt sein besonderes Interesse der Osttürkei und den Alten Kulturen. Eid war Leiter zahlreicher Studienreisen.

## Schriften zur Türkei
- Aizanoi in Phrygien. In: Antike Stätten im Westen Kleinasiens, Die Karawane 23, 3/4 (1983), S. 3–46.
- Ost-Türkei. Völker und Kulturen zwischen Taurus und Ararat. DuMont, Köln 1990, ISBN 3-7701-1455-8.
- „Quelle lebendigen Wassers“. Zum spirituellen Programm des frühbyzantinischen Fels-Heiligtums zu Midye-Salmydessos in Türkisch-Thrakien. In: Nürnberger Blätter zur Archäologie 12 (1995–96), S. 121–140.
- Ezechielvision 37, 1–14. Eine Reliefdarstellung aus dem 6. Jahrhundert in Dara-Anastasioupolis, Türkisch-Nordmesopotamien. In: Biblische Notizen 83 (1996), S. 23–34.
- Rettende Arche – Rettende Kirche. Ein frühchristliches Mosaik im kilikischen Mopsuhestia. In: Bibel und Kirche 58,1 (2003), S. 43–45.
- Mithras victus – Christus victor. Mithras-Kultstätten im antiken Doliche. In: Bibel und Kirche 58,4 (2003), S. 247–250.
- Im Land des Ararat. Völker und Kulturen im Osten Anatoliens. Wissenschaftliche Buchgesellschaft, Darmstadt 2006, ISBN 3-534-18206-5.
- Und es ist doch wahr. Auf der Suche nach der Wahrheit des Neuen Testaments. Weltbild, Augsburg 2008, ISBN 978-3-86800-042-9.